# ایزیکیل بانزوزی
ایزیکیل بانزوزی (انگلیسی: Ezechiel Banzuzi؛ زادهٔ ۱۶ فوریهٔ ۲۰۰۵) بازیکن فوتبال اهل پادشاهی هلند است که در حال حاضر برای لایپزیگ در پست هافبک بازی می‌کند.
وی همچنین در تیم‌های ملی فوتبال زیر ۱۷ سال، زیر ۱۹ سال و زیر ۲۱ سال هلند بازی کرده است.

## دوران باشگاهی

### ان‌ای‌سی بردا
بانزوزی فوتبال پایه را در وی‌وی‌جی‌زد و تیم‌های پایهٔ ان‌ای‌سی بردا آغاز کرد و در یازده‌سالگی به تیم دوم پیوست. او نخستین بازی حرفه‌ای خود را در تاریخ ۲۶ اکتبر ۲۰۲۱ در دیدار جام حذفی برابر VVV فنلو انجام داد، دیداری که ان‌ای‌سی در ضربات پنالتی پیروز شد. بانزوزی در دقیقه ۷۵ به‌عنوان یار تعویضی به جای پیوتر کستنز وارد زمین شد. او در حالی که هنوز قرارداد حرفه‌ای امضا نکرده بود، در سن شانزده‌سالگی در ده مسابقه برای ان‌ای‌سی بازی کرد و همین باعث جلب توجه دیگر باشگاه‌ها شد. در ۸ ژانویه ۲۰۲۲، پیش از بازی برابر آیندهوون، بانزوزی با انتشار پستی در اسنپ‌چت به احتمال جدایی اشاره کرد که این موضوع باعث تنزل او به تیم پایه شد. با این حال، در فوریه ۲۰۲۲ دوباره به تیم اصلی بازگردانده شد.
پس از آن، بانزوزی در فصل ۲۰۲۱–۲۲ فرصت بازی بیشتری در لیگ پیدا کرد و در مجموع ۲۰ بازی انجام داد که ۹ مورد از آن‌ها به‌صورت بازیکن اصلی بود. ان‌ای‌سی بردا به مرحله پلی‌آف صعود برای صعود به لیگ برتر راه یافت، اما در دور نخست توسط آدو دن هاخ حذف شد. در فصل بعدی نیز، بانزوزی دوباره به صعود تیم به مرحله پلی‌آف کمک کرد. این بار آن‌ها ابتدا ام‌وی‌وی ماستریخت را حذف کردند اما در برابر امن شکست خوردند. در فصل عادی نیز، او ۳۱ بازی انجام داد و با پنج گل و چهار پاس گل نقش مهمی در رسیدن تیم به پلی‌آف ایفا کرد.

### او اچ لوون
در تاریخ ۲۰ ژوئن ۲۰۲۳، بانزوزی با باشگاه او اچ لوون در لیگ برتر فوتبال بلژیک قرارداد سه‌ساله‌ای امضا کرد.

### آر بی لایپزیگ
در ۹ آوریل ۲۰۲۵، آر بی لایپزیگ رسماً اعلام کرد که با بانزوزی قراردادی تا ۳۰ ژوئن ۲۰۳۰ امضا کرده است. او در تابستان ۲۰۲۵ با مبلغی در حدود ۱۶ میلیون یورو به این باشگاه خواهد پیوست.

## دوران ملی
بانزوزی در هلند زاده شده و اصالتی کنگویی دارد.